# 費爾法克斯 (喬治亞州)
費爾法克斯（英語：Fairfax）是位於美國喬治亞州韋爾縣的一個非建制地區。該地的面積和人口皆未知。

## 地理
費爾法克斯的座標為31°15′38″N 82°36′28″W / 31.26056°N 82.60778°W，而該地的平均海拔高度為50米（即164英尺）。